# واوکس دونت دملوپ
واوکس دونت دملوپ (به فرانسوی: Vaux-devant-Damloup) یک کامین در فرانسه است که در Canton of Charny-sur-Meuse واقع شده است.

## خصوصیات
واوکس دونت دملوپ ۶٫۵۶ کیلومترمربع مساحت و ۶۸ نفر جمعیت دارد و ۲۷۰ متر بالاتر از سطح دریا واقع شده است.